# أكتون (لندن)
أكتون، هي منطقة تقع غرب لندن، إنجلترا، داخل منطقة لندن إيلينغ. تقع على بعد 6.1 ميل (10 كم) غرب تشارينغ كروس، داخل مقاطعة ميدلسكس التاريخية.

## معرض صور

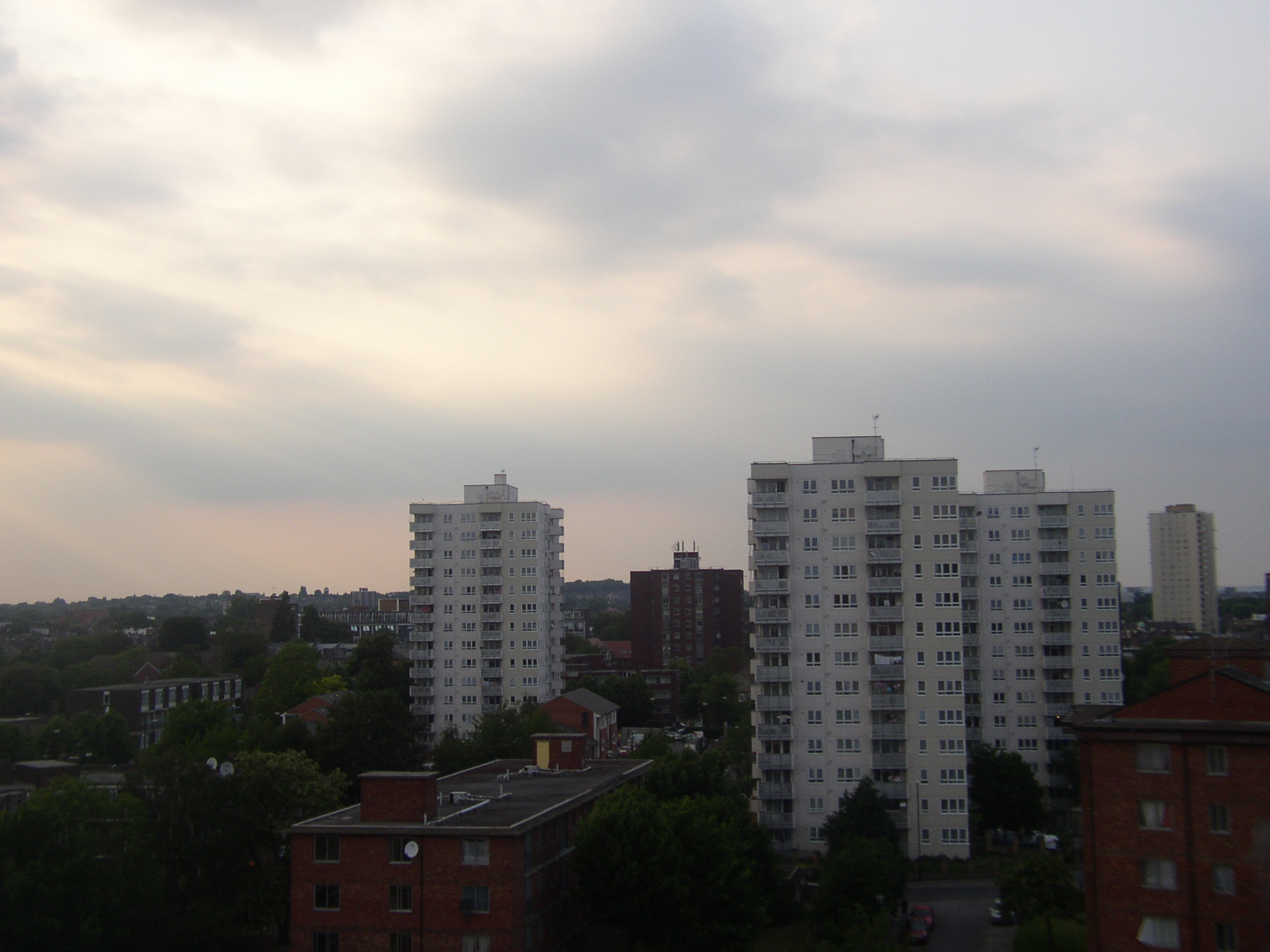
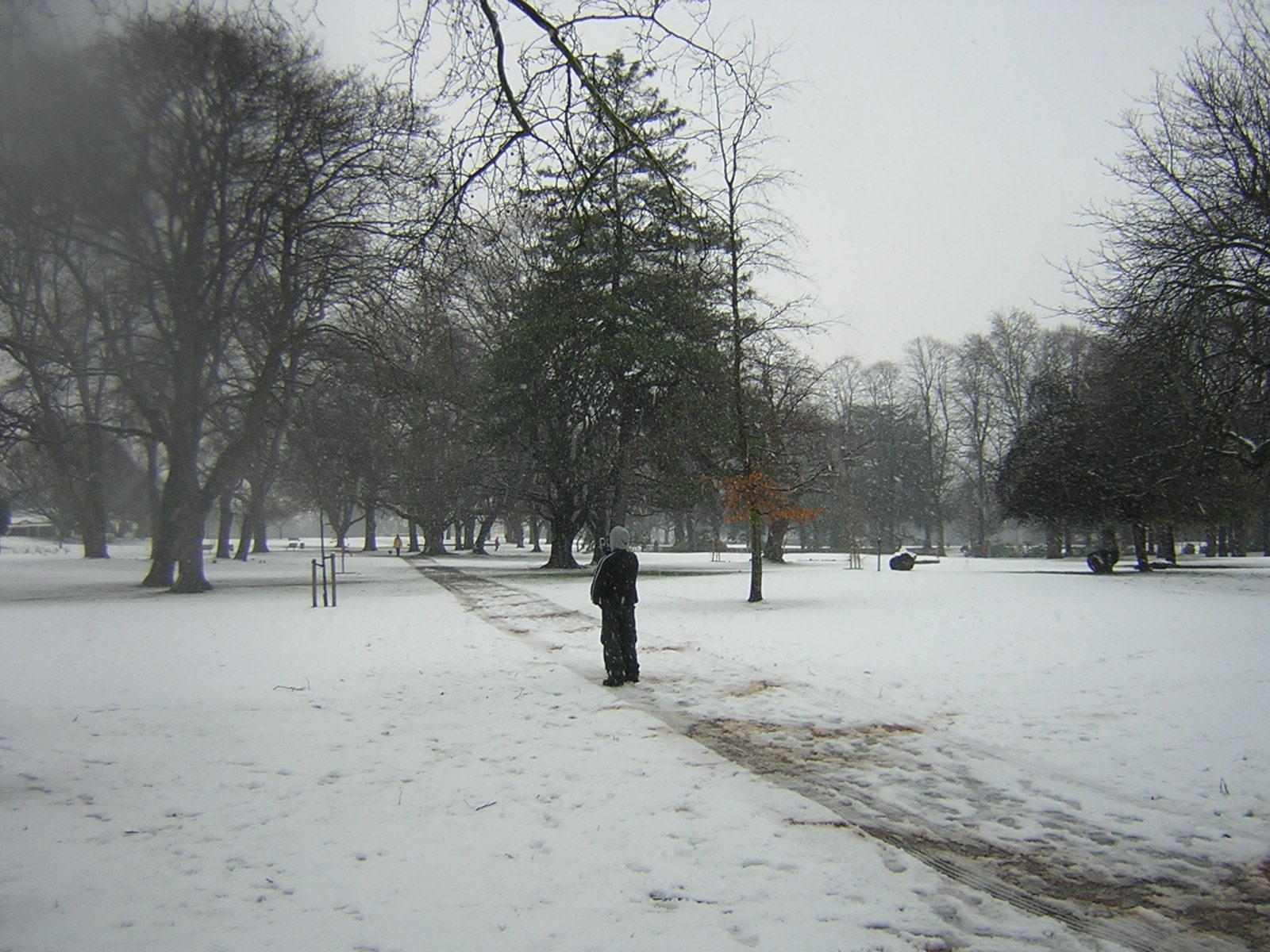
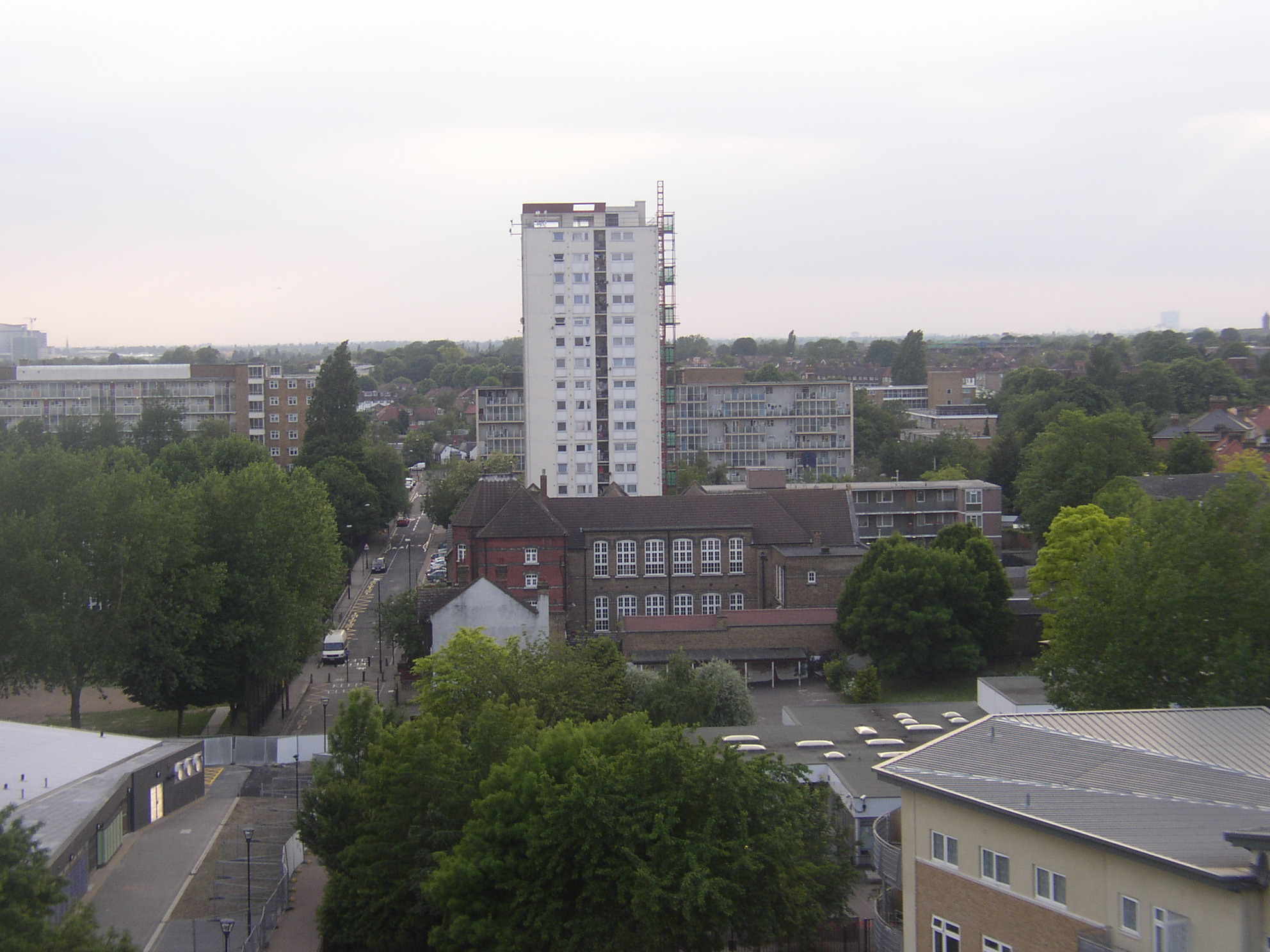
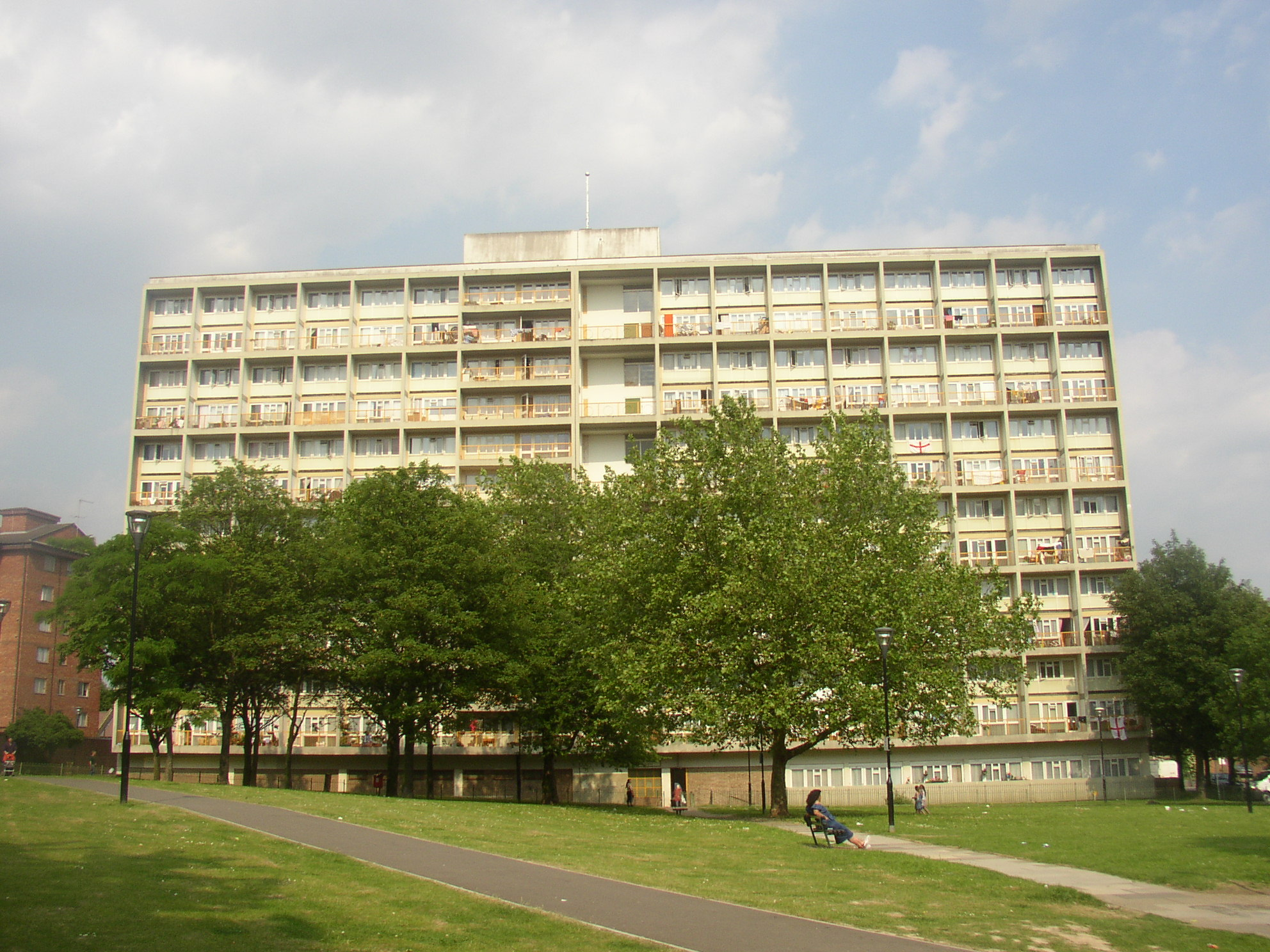
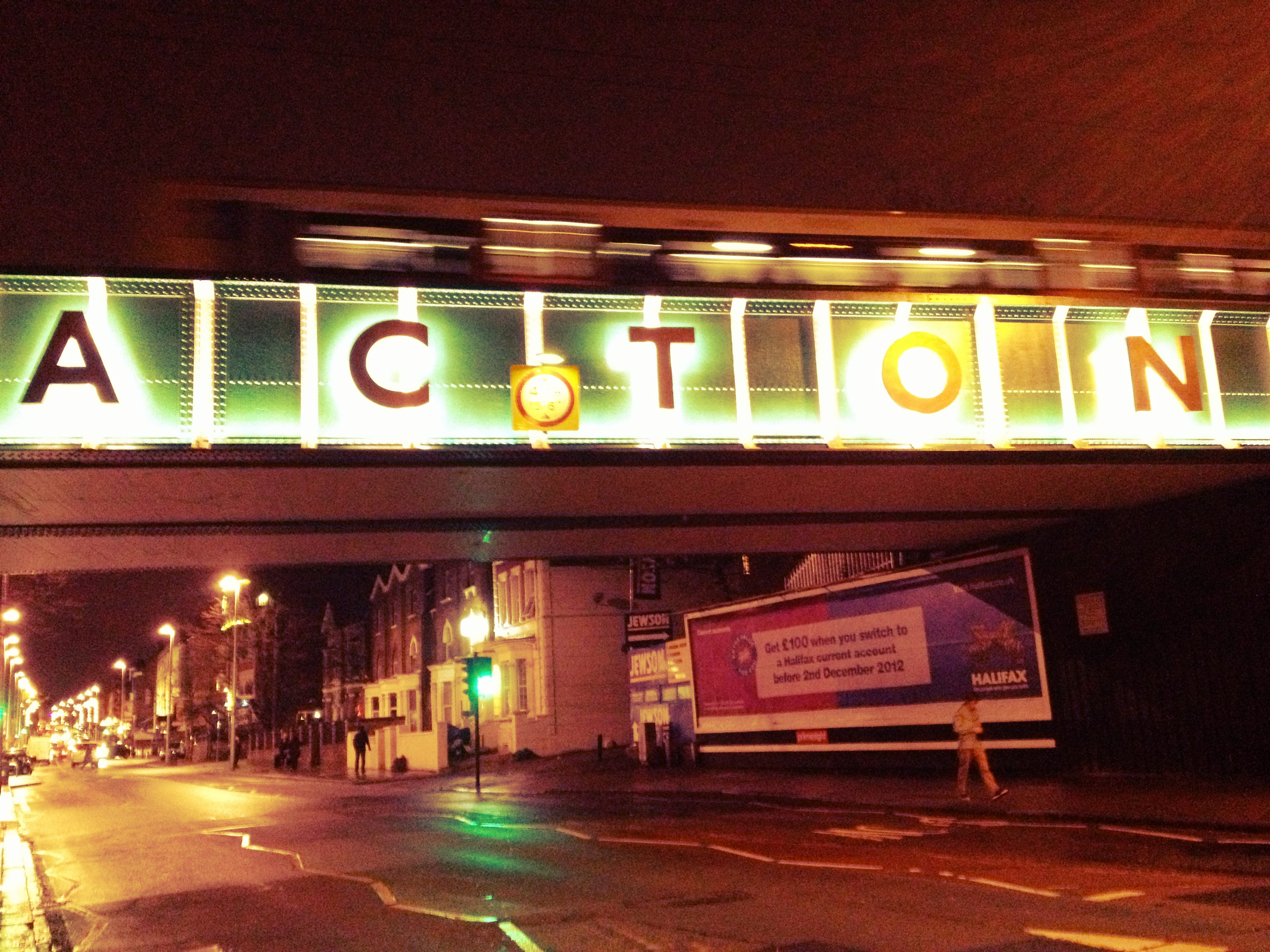

## أعلام
- مارك سميث
- جون لندلي
- هال روبسون-كانو
- أسماء الأسد
- روبن فيرادي
- بيرسي غليسون
- إدغار سميث